# Alcmena
Alcmena is een geslacht van spinnen uit de familie springspinnen (Salticidae).

## Soorten
De volgende soorten zijn bij het geslacht ingedeeld:
- Alcmena amabilis C. L. Koch, 1846
- Alcmena psittacina C. L. Koch, 1846
- Alcmena tristis Mello-Leitão, 1945
- Alcmena vittata Karsch, 1880